# Прича о љубави и тами
Прича о љубави и тами (хебр. סיפור על אהבה וחושך, енгл. A Tale of Love and Darkness) филм је који је режирала Натали Портман. По жанру, филм се сврстава у драму с елементима историје. Филм се такође сврстава и у биографију јер је рађен по аутобиографском и истоименом роману Прича о љубави и тами Амоса Оза, израелског писца. Широј публици доступан је од 2015. године, године када је први пут јавно представљен на Канском филмском фестивалу.

## Радња филма
Одрасли Амос Оз присећа се свог раног детињства проведеног у Британском мандату над Палестином са својим родитељима – мајком Фанијом и оцем Аријеом. Његова породица је емигрирала из Европе у Јерусалим и они су Ашкенази. Читава ситуација утиче неповољно на Амосову мајку Фанију јер је Јерусалим пун немира у то време, а њихова родбина живи у Тел Авиву, што значи да нису у могућности да буду у блиском контакту. Амос је једино дете својих родитеља, и посебно је близак са својом мајком, која му често прича приче засноване на свом претходном искуству и које потичу из њеног животног окружења из детињства.
Поред разних дечачких невоља, Амос приповеда и о датуму након којег ће им се живот променити – 29. новембар 1947. Амосова породица се заједно с људима из суседства окупља око радија на улици, како би чула усвајање плана Уједињених Нација о подели Палестине. Уједињене нације су донеле одлуку да поделе територију на независне арапске и израелске регионе. Та одлука је Амосу и његовим родитеља донела много радости. 
Убрзо након одлуке Уједињених нација избија рат између Арапа и Јевреја у Палестини. Амосов отац одлази у рат и оставља њега и његову мајку саме. Иако се рат завршава убрзо поразом Арапа, последице рата утичу на Фанију до те мере да више не може ни да спава, а ни да једе. Она упада у депресију и лекови су само привремено решење за њу, те је Арије шаље њеним сестрама у Тел Авив, с надом да ће јој то помоћи. Међутим, ни тај покушај није био од користи и Фанија умире 1952. године. 
Неколико година након Фанијине смрти Амос одлази да живи у кибуцу где се опробава у улози фармера и земљорадника, али при посети његовог оца у кибуцу он ипак испољава своју праву, интелектуалну природу. 
Много деценија касније, сада већ стари Амос Оз започиње своје мемоаре речју Мајка, те тиме потврђује њен велики значај у његовом животу.

## Улоге

### Главне улоге
- Амир Теслер као дечак Амос Оз
- Јонатон Ширај као адолесцент Амос Оз
- Мони Мошонов као старији Амос Оз
- Натали Портман као Фанија Клауснер, Амосова мајка
- Гилад Кахана као Арије Клауснер, Амосов отац

### Споредне улоге
- Дина Дорон као Амосова бака Клауснер
- Јицхак Пекер као Амосов деда Клауснер
- Охад Кнолер као Израел Зархи
- Макрам Хоури као Ал Хилвани
- Нета Рискин као Хаја
- Ротем Кеинан као Цви
- Дима Рос као апотекар
- Владимир Фридман као господин Лихт

## Продукција
Према речима Натали Портман, добила је право да направи филм рађен по роману Прича о љубави и тами док је била у посети Амосу Озу и његовој супрузи. Било јој је потребно осам година да напише сценарио и да прикупи средства за снимање и израду филма, и за све то време је инсистирала да адаптација Озовог романа буде на хебрејском језику, као што је и само дело написано.

## Награде и признања
Филм није добио ниједну награду, али је номинован за две:
1. Златна камера (енгл. Golden Camera), за коју је номинована Натали Портман.[5]
2. Награда Биоскоп за мир (енгл. Cinema for Peace Award), где је номинован филм за највреднији филм године.[6]

## Занимљивости
- Натали Портман је морала да ради на свом акценту како би њена улога и у језичком смислу била уверљива. Иако је рођена у Израелу, рано је се са својом породицом преселила у Сједињене Америчке Државе, те је њен изговор хебрејског језика био под утицајем изговора енглеског језика. [7]

- Такође, филм Прича о љубави и тами је први дугометражни филм Натали Портман.[8]

- Амос Оз је био велика подршка током снимања филма. Обратио се Натали Портман следећим речима: Молим те, направи свој филм. Књига постоји, немој да покушаш да само адаптираш књигу. Створи нешто што је твоје.[9]